# Георгій Акрополіт
Георгій Акрополіт (грец. Γεώργιος Ακροπολίτης, лат. Georgios Akropolites, *1217 р. — †1282 р.) — візантійський державний діяч, дипломат, інтелектуал, один з найвідоміших візантійських істориків ХІІІ ст.

## Біографія
Його дід Михайло Акрополіт був дікайофілаком. Народився в 1217 р. у Константинополі. У 16 р., після закінчення школи граматики, батько відправив Акрополіта до Нікейського василевса Іоанна ІІІ Ватаца. Геогрій Акрополіт продовжував навчання в Нікеї. Вивчав риторику в Феодора Екзаптеріга, а після його смерті 1236 року логіку та інші дисципліни у відомого візантійського інтелектуала ХІІІ ст. Никифора Влемміда. Був викладачем у Константинопольській вищій школі. Був вчителем спадкоємця трону Феодора, отримавши посаду великого логариста. 1246 року отримав посаду логофета генікону. За панування Феодора II отримав посаду великого логофета, яку обіймав до самої смерті.

## Родина
Одружився з Євдокією з роду Палеологів. У шлюбі народилися Костянтин, великий логофет, і Мелхісідек (ім'я після прийняття чернецтва).